# Léon Bouthillier, comte de Chavigny

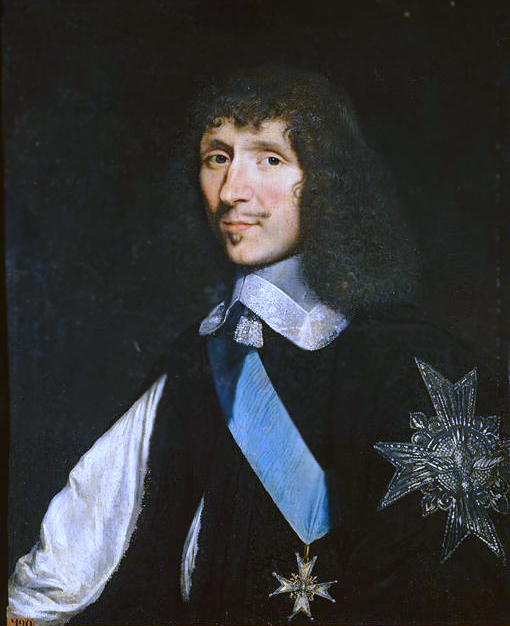
Léon Bouthillier,
Comte de Chavigny

Léon Bouthillier, Comte de Chavigny et de Busençais (* 28. März 1608 in Paris; † 11. Oktober 1652 ebenda) war ein französischer Politiker und Diplomat. Vom 18. März 1632 bis zum 23. Juni 1643 bekleidete er das Amt des französischen Außenministers.

## Leben
Léon Bouthillier war Sohn von Claude Bouthillier. Er wurde früh Rat im Parlament von Paris und als Günstling des Kardinals Richelieu bald darauf Staatsrat. Sein Vater stieg 1629 zum Außenminister Frankreichs auf und in den folgenden Jahren begleitete Léon ihn auf seinen diplomatischen Reisen in ganz Europa. Dadurch erlernte er den Diplomatendienst. Ab 1631 wurde Bouthillier von Richelieu mit eigenen diplomatischen Missionen in Italien betraut. Im Sommer 1632 folgte er seinem Vater in dessen Amt nach, welches er bis 1643 bekleidete. Unter seiner Leitung kamen unter anderem die wichtigen Bündnisverträge mit den Vereinigten Niederlanden und dem Königreich Schweden zustande, welche den Ausgang des Dreißigjährigen Krieges entscheidend beeinflussten. Nach dem Tod des Kardinals Richelieu und des Königs Ludwig XIII. verlor er jedoch wie auch sein Vater unter der Regentin Anna von Österreich alle seine Ämter, obwohl er im Testament Ludwigs XIII. als ein Mitglied des Regentschaftsrates bestimmt worden war (wie auch sein Vater). Trotzdem vertrat er bald darauf Frankreich bei den Verhandlungen zum Westfälischen Frieden in Münster. Nach seiner Rückkehr intrigierte er erfolglos gegen Kardinal Jules Mazarin und wurde deshalb während der Fronde zweimal verhaftet.
Seine Tochter Marie Bouthillier de Chavigny heiratete am 4. Mai 1699 César III. Auguste de Choiseul de Plessis-Praslin. Die Ehe blieb kinderlos.